# Thân vương quốc Toropets

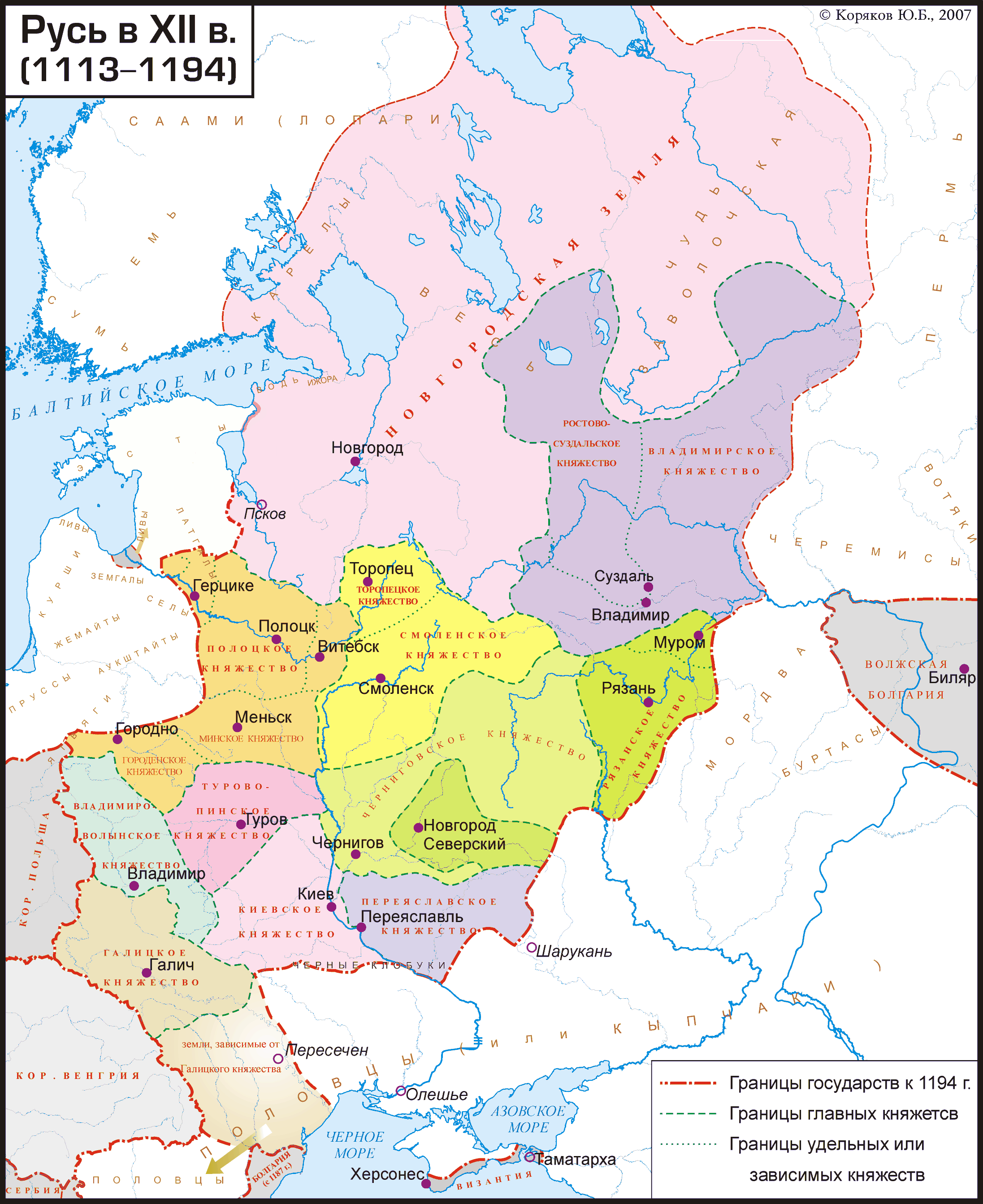
Lãnh thổ Công quốc Toropets (1127)

Công quốc Toropets (tiếng Nga: Торопецкое княжество) là một công quốc của Nga, tồn tại từ năm 1167 đến thế kỷ 14. Nó được thành lập như một lãnh địa chư hầu của Công quốc Smolensk và được sát nhập vào Đại công quốc Litva. Thủ phủ của nó là thành phố Toropets.

## Lãnh thổ
Vùng lãnh thổ của công quốc này ngày nay thuộc các khu vực hành chính Oblasts Tver (phần phía tây), Pskov và Novgorod (phần phía nam) theo phân chia hành chính hiện đại của Nga. Nó chiếm một khu vực tương đối nhỏ ở thượng lưu sông Toropa và Tây Dvina.

## Lược sử

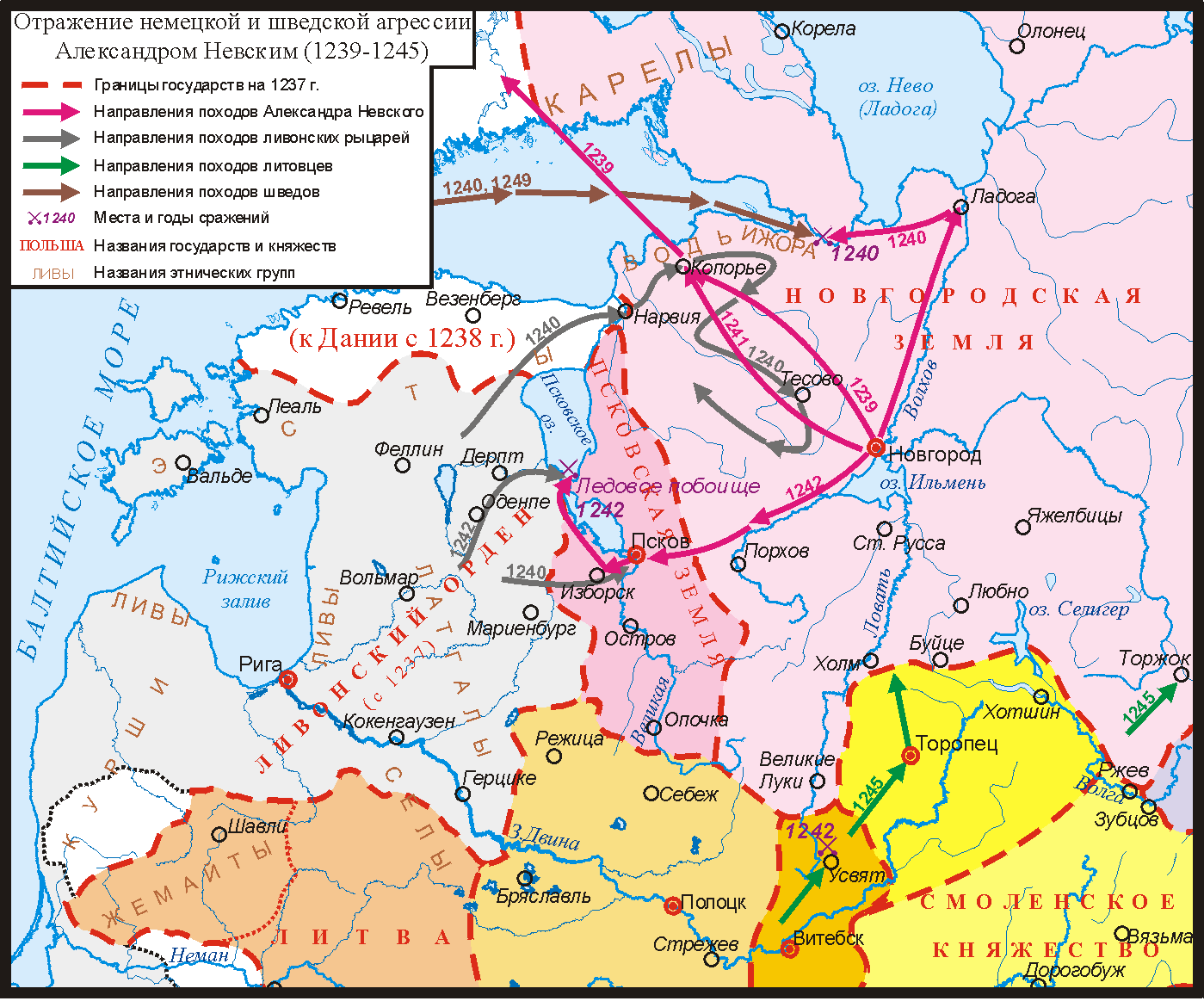
Lãnh thổ Công quốc Toropets 1239—1245

Lãnh địa Toropets lần đầu tiên được đề cập trong biên niên sử vào năm 1074, khi nó còn thuộc về Công quốc Smolensk và là thị trấn quan trọng thứ hai của công quốc. Năm 1159, lãnh địa Toropets được Vương công Smolensk Rostislav Mstislavich tách ra thành một lãnh thổ riêng. Nhiều nhà sử học xem đây là thời điểm thành lập công quốc. Với một số nhà nghiên cứu khác, thời điểm thành lập công quốc được tính muộn hơn, vào năm 1168, khi lãnh địa Toropets được Rostislav Mstislavich di chúc trao lại cho một trong những người con trai của mình là Mstislav Rostislavich Dũng cảm. Từ thời điểm này, Công quốc Toropets chính thức được thành lập, trực thuộc Công quốc Smolensk. Tất cả các đời vương công Toropets sau đó đều là hậu duệ của Mstislav, do đó được xem là một nhánh của gia tộc Ryurik cai trị đất Nga.
Toropets còn được đề cập vài lần trong biên niên sử. Cụ thể như cuộc tranh đoạt lãnh địa của một người con trai khác của Rostislav là Svyatoslav Rostislavich vào năm 1168. Công quốc Toropets cũng từng được ghi chép thuộc về quyền cai trị của cháu trai của Rostislav, Mstislav Mstislavich Can đảm, Vương công Novgorod, và sau đó, từ năm 1209 đến 1226, của anh trai của ông là Davyd Mstislavich, người đã tử trận trong trận chiến với quân xâm lược Litva gần thành phố Usvyat. Vào năm 1214, khi Feodosia Mstislavna, con gái của Mstislav Romanovich Già, kết hôn với Vương công Novgorod Yaroslav Vsevolodovich, lãnh địa Toropets đã được xem như phần hồi môn được thừa kế của bà, mặc dù đến năm 1226, biên niên sử lại liệt kê ông chú của bà, Davyd Mstislavich, với ngôi vị vương công Toropets.
Đầu thế kỷ 13, lãnh địa của Toropets đã mở rộng hết toàn bộ phần đông bắc của vùng Smolensk, bao gồm cả thượng nguồn của Tây Dvina và Volga. Mặc dù có vị trí không quá đặc biệt quan trọng, nhưng Toropets lại là lãnh thổ vùng đệm giữa các lãnh địa Nga như Công quốc Polotsk, Cộng hòa Novgorod, Công quốc Vladimir-Suzdal và các thành bang miền nam nước Nga, thường giữ vai trò trung gian trong các vấn đề chính trị và thương mại. Chính vì vậy, nó bắt đầu ngày càng chịu nhiều áp lực hơn từ người Litva, vốn có ý đồ thôn tính Toropets thông qua những cuộc tấn công tàn khốc vào lãnh địa này. Năm 1320, người Litva chiếm được thủ phủ Toropets. Chính trong những trận chiến đó, vương công Toropets Davyd Mstislavich đã tử trận trong một cuộc giao tranh với quân xâm lược Litva vào khoảng năm 1225/1226.
Trong những năm sau đó, Toropets có vài lần giành được độc lập vào các năm 1231 và năm 1239. Vị vương công cuối cùng của Toropets được biên niên sử ghi nhận có thể chính là con trai của Feodosia, Aleksandr Nevsky, mặc dù các con trai của Mstislav Mstislavich Can đảm được đề cập trong biên niên sử mới có quyền thừa kế ưu tiên hơn. Mặc dù vậy, biên niên sử vẫn ghi nhận ngôi vị của Nevsky với sự kiện ông tổ chức đám cưới của mình ở Toropets vào năm 1248.
Vào năm 1253, Toropets đã được biết trở thành một lãnh thổ phụ thuộc công quốc Litva và được sử dụng làm căn cứ tiền tiêu cho các cuộc tấn công vào các vùng đất làng giềng. Sau thập niên 1250, Toropets không được đề cập trong biên niên sử, mặc dù vào năm 1285, dựa trên hình thái các cuộc tấn công của Litva, cho thấy rằng Toropets vẫn thuộc về Litva. Biên niên sử đề cập rằng Toropets cuối cùng đã bị Đại công quốc Litva sáp nhập vào năm 1355, mặc dù Valentin Yanin lập luận rằng quá trình đó đã xảy ra từ thập niên 1250.
Vào đầu thế kỷ XVI, sau khi chiến tranh Nga-Litva kết thúc, với Hiệp định Blagoveshchensk, lãnh thổ của công quốc Smolensk trước đây thuộc về công quốc Moskva.
Đầu thế kỷ XVIII, do kết quả của cuộc cải cách hành chính của Pyotr I, các vùng đất của công quốc Toropets cũ trở thành quận Toropets (Торопе́цкий уе́зд, hoặc Торопецкій уҍздъ) của Đế quốc Nga.

## Các vương công Toropets
Dưới đây là danh sách một số nhà cai trị Toropets từng được đề cập trong các tài liệu thông qua một số sự kiện được ghi nhận. Mặc dù vậy, rất khó để xác định được mức độ cai trị của họ, cũng khi sự đầy đủ của danh sách này, khi vẫn còn khá nhiểu khoảng trống thời gian mà biên niên sử không nhắc đến tên các vương công cai trị đương thời.
- Rostislav Mstislavich (Ростислав Мстиславич; 1127—1159)
- Mstislav Rostislavich Dũng cảm (Мстислав Ростиславич Храбрый; 1159—1180)
- Mstislav Mstislavich Can đảm (Мстислав Мстиславич Удатный; 1180—1209)
- Davyd Mstislavich (Давыд Мстиславич; 1209—1225†)[6]
- Aleksandr Yaroslavich Nevsky (Александр Ярославич Невский; 1246—1263)